# Neobythites gilli
Neobythites gilli is een straalvinnige vissensoort uit de familie van naaldvissen (Ophidiidae). De wetenschappelijke naam van de soort is voor het eerst geldig gepubliceerd in 1885 door Goode & Bean.